# Albert Reynolds
Albert Reynolds, en irlandés Ailbhe Mac Raighnaill, (Roosky, Condado de Roscommon, 3 de noviembre de 1932 - Dublín, 21 de agosto de 2014) fue el octavo Taoiseach (primer ministro) de la República de Irlanda desde el 11 de febrero de 1992 hasta el 15 de diciembre de 1994. 
Fue elegido parlamentario por primera vez en 1977 y retuvo su escaño hasta su retirada de la vida política en 2002. Reynolds fue ministro de Correos y Telégrafos (1979 - 1981), ministro de Transportes (1980 - 1981), ministro de Industria y Energía (1982), ministro de Industria y Comerio (1987 - 1988) y ministro de Finanzas (1988 - 1991). Se convirtió en el quinto líder del partido republicano Fianna Fáil en 1992.
- Datos: Q380182
- Multimedia: Albert Reynolds / Q380182